# Yasuha Matsuyuki

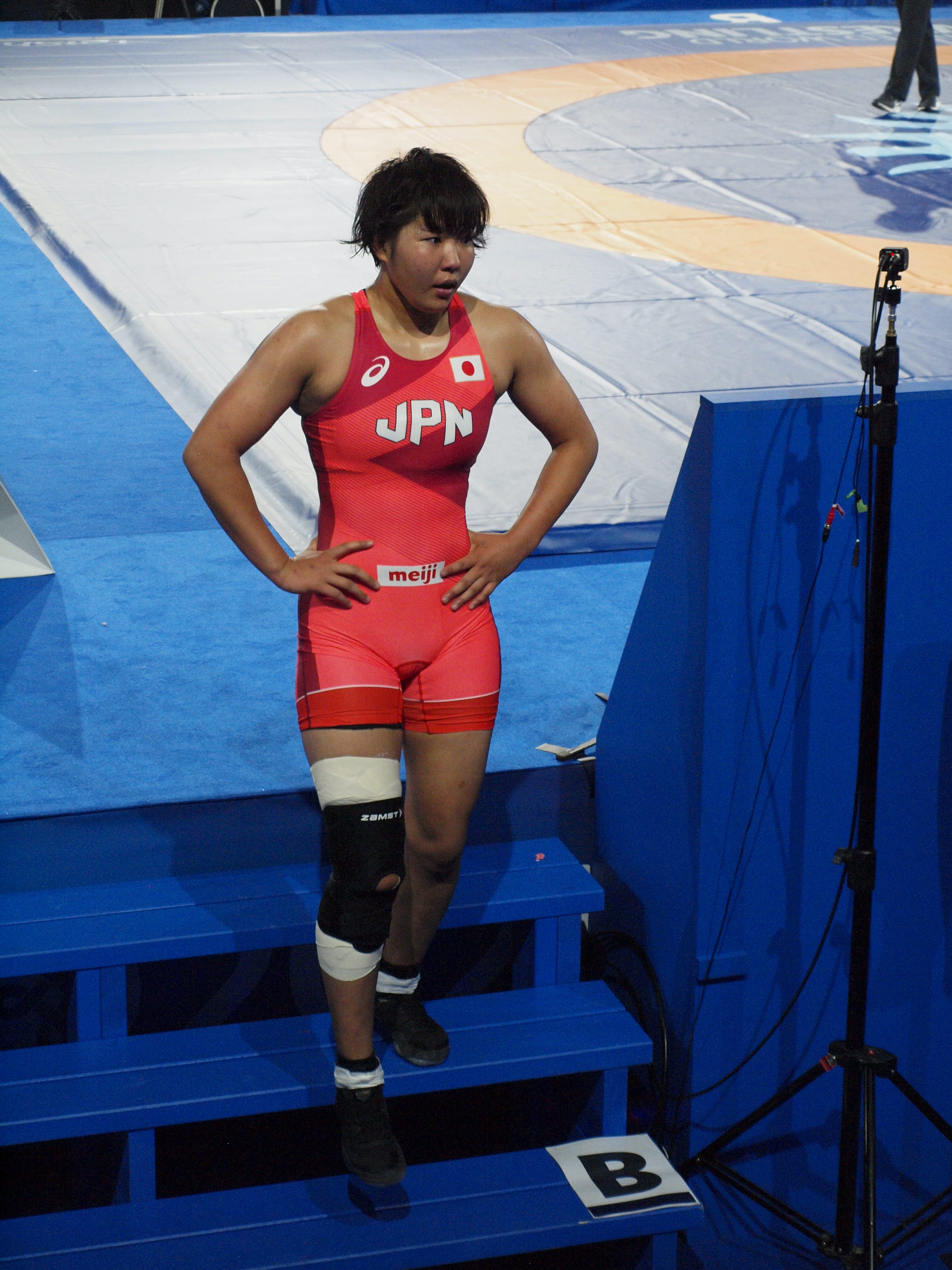
Yasuha Matsuyuki

Yasuha Matsuyuki (jap. 松雪 泰葉, Matsuyuki Yasuha; * 5. November 1999) ist eine japanische Ringerin. Sie wurde 2017 U 23-Weltmeisterin in der Gewichtsklasse bis 75 kg Körpergewicht.
Ihre Schwester ist die Ringerin Naruha Matsuyuki.

## Werdegang
Yasuha Matsuyuki wurde schon als dreijähriges Mädchen spielerisch an das Ringen herangeführt. Nach mehreren erfolgen bei Turnieren im Grundschulbereich wurde der erfolgreiche Trainer der japanischen Frauen-Nationalmannschaft der Ringerinnen Kazuhito Sakae 2014 auf sie aufmerksam und veranlasste ihren Wechsel an den Ringer-Club der Shigakukan-Oberschule in Tokio. Dort wurde sie systematisch zu einer Spitzenringerin ausgebildet. Bei einer Größe von 1,72 Metern ringt sie seit der Saison 2017 in der schwersten Gewichtsklasse, die ihr Gewichtslimit bei 75 kg hat.
Bei der ersten internationalen Meisterschaft, an der sie teilnahm, der asiatischen Junioren-Meisterschaft der Altersgruppe "Cadets" (bis 16 Jahre) belegte sie 2015 in New Delhi den 3. Platz. 2016 wurde sie in Tiflis Junioren-Weltmeisterin der Altersgruppe "Juniors" (bis 18 Jahre) vor Aiperi Medet Kizi, Kirgisistan und Kamile Gaucaite, Litauen.
Mit noch nicht ganz 17 Jahren konnte sich Yasuha Matsuyuki im Februar 2017 beim renommierten Frauenturnier, den Ladies Open im schwedischen Klippan in der Gewichtsklasse bis 75 kg bewähren. Sie kam dort zu zwei Siegen, verlor aber gegen Alena Starodubzewa aus Russland und der Olympiasiegerin von 2016 Erica Wiebe aus Kanada und kam auf den 5. Platz. Bei der Junioren-Weltmeisterschaft der Altersgruppe Juniors im finnischen Tampere erreichte sie den Endkampf, in dem sie Aiperi Medet Kizi gegenüberstand. Am Ende des Kampfes stand es 8:8, Siegerin wurde aber auf Grund der letzten Wertung Aiperi Medet Kizi. Yasuha Matsuyuki musste sich mit dem 2. Platz begnügen.
Im November 2017 gelang Yasuha Matsuyuki der bisher größte Erfolg in ihrer Laufbahn. Sie wurde in Bydgoszcz als 18-jährige Weltmeisterin der Altersgruppe U 23 in der Gewichtsklasse bis 75 kg. Auf dem Weg zu diesem Erfolg besiegte sie Francy Rädelt, Deutschland, Nomin Erdene Purvee, Mongolei, Mabelkis Capote Perez, Kuba und Gracelyn Doogan aus Kanada. Sie alle waren gegen sie chancenlos.

## Internationale Erfolge
| Jahr | Platz | Wettbewerb                                              | Gewichtsklasse | Ergebnisse |
| ---- | ----- | ------------------------------------------------------- | -------------- | --- |
| 2015 | 3.    | Asiatische Junioren-Meisterschaft (Cadets) in New Delhi | bis 70 kg      | hinter Divya Kakran, Indien und Tsetsegbayar Byambadorj, Mongolei                                                                   |
| 2016 | 1.    | Klippan-Lady-Open (Juniors)                             | bis 70 kg      | vor Bernadette Nagy, Ungarn |
| 2016 | 1.    | Junioren-WM (Cadets) in Tiflis                          | bis 70 kg      | vor AQiperi Medet Kizi, Kirgisistan und Kamile Gaucaite, Litauen                                                                    |
| 2017 | 5.    | Klippan-Lady-Open                                       | bis 75 kg      | hinter Justine di Stasio, Erica Wiebe, beide Kanada, Alena Starodubzewa, Russland und Epp Mae, Estland                              |
| 2017 | 2.    | Junioren-WM (Juniors) in Tampere                        | bis 75 kg      | hinter Aiperi Medet Kizi, vor Denise Sabrina Makota-Ström, Schweden und Chang Hui-Tsu, Taiwan                                       |
| 2017 | 1.    | U 23-WM in Bydgoszcz                                    | bis 75 kg      | nach Siegen über Francy Rädelt, Deutschland, Nomin Erdene Purvee, Mongolei, Mabelkis Capote Perez, Kuba und Gracelyn Doogan, Kanada |

## Nationale Wettbewerbe
| Jahr | Platz | Wettbewerb                                  | Gewichtsklasse | Ergebnisse                              |
| ---- | ----- | ------------------------------------------- | -------------- | --------------------------------------- |
| 2016 | 1.    | Japanische Junioren-Meisterschaft (Juniors) | bis 70 kg      | vor Umi Fukushima                       |
| 2016 | 2.    | Meiji-Cup in Tokio                          | bis 75 kg      | hinter Hiroe Suzuki, vor Natsumi Baba   |
| 2017 | 3.    | Meiji-Cup in Tokio                          | bis 75 kg      | hinter Hiroe Suzuki und Masako Furuichi |

Erläuterungen
- alle Wettbewerbe im freien Stil
- WM = Weltmeisterschaft